# Rozkozaczanie

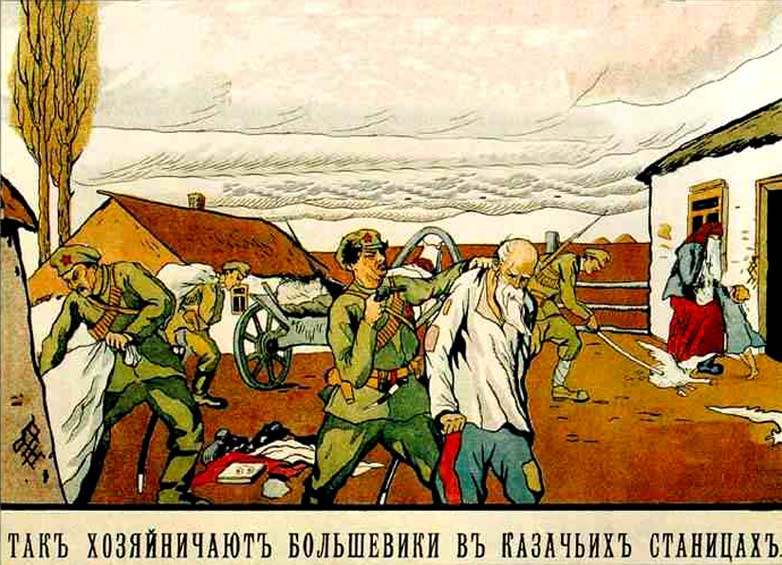
Rozkozaczanie na plakacie propagandowym białych

Rozkozaczanie (ros. Расказачивание) – masowe represje w latach 1919–1920 wobec Kozaków dońskich i kubańskich, obejmujące deportacje i egzekucje, dokonywane przez bolszewików podczas rosyjskiej wojny domowej. Kozacy uczestniczyli zbrojnie w wojnie po obu stronach konfliktu.

## Tło historyczne
W 1917 roku Kozacy stracili swój dawny status, a bolszewicy sklasyfikowali ich jako kułaków i wrogów ludu, w wyniku tego, w 1918 roku, Kozacy pod dowództwem atamana Krasnowa dołączyli do białych na południu Rosji. Komuniści ostatecznie zdobyli Obwód Wojska Dońskiego w lutym 1919 roku, w czasie ofensywy w kierunku Ukrainy i południowej Rosji. 24 stycznia 1919 roku Komitet Centralny partii bolszewickiej stwierdził, że mając na względzie doświadczenie wojny domowej z Kozakami, należy: „uznać (...) bezwzględną walkę i masowy terror wobec bogatych Kozaków, których trzeba wyniszczyć i zlikwidować fizycznie co do jednego”. Ostatecznie jednak zabijano Kozaków bez żadnego rozróżnienia.

## Przebieg ludobójstwa
Bolszewicy natychmiast zaczęli niszczyć kozacką autonomię, skonfiskowano ziemię należącą do Kozaków i oddano ją rosyjskim osadnikom i ludziom spoza społeczności Kozaków. Zniesiono samorząd i organizację administracyjną Kozaczyzny, oraz pod groźbą śmierci nakazano oddać broń, w ciągu tylko kilku tygodni wymordowano 8000 Kozaków. Odpowiedzią na terror było kozackie powstanie, które dzięki pomocy białych wkrótce wyparło komunistów.
Bolszewicy wrócili na tereny Kozaków w lutym 1920 roku i postępowali jeszcze bardziej brutalnie. Nałożono na chłopów kontrybucje 36 milionów pudów zboża, daleko przekraczające możliwość produkcji kozackich chłopów. Kozakom odbierano również żywność i cały dobytek. Między listopadem a grudniem bolszewicy całkowicie stłumili powstanie na Krymie i wymordowali 50 tysięcy osób. Już po powstaniu Kārlis Landers został mianowany „pełnomocnikiem na północy Kaukazu i Don”, szybko utworzył trójki, które miały za zadanie rozkozaczać ludność. W październiku zabito 6000 ludzi, rodziny buntowników wysyłano do obozów koncentracyjnych, w którym śmiertelność była porównywalna do tej w obozach śmierci. Wszelki opór był bezwzględnie karany, zorganizowano „dzień Czerwonego Terroru”, za zabójstwo szefa Czeki z Piatigorska. Powstały listy osób do skazania i rozstrzelania, planowano tylko w jeden dzień zabić 300 osób, zdarzały się przypadki mordowania pacjentów szpitali.
Postanowiono zniszczyć stanice i deportować kozacką ludność. Sergo Ordżonikidze, wówczas przewodniczący Komitetu Rewolucyjnego Północnego Kaukazu, wydał 23 października 1920 roku rozkaz zniszczenia stanicy Kalinowskiej i usunięcia mieszkańców ze stanic: Jermołowskiej, Romanowskiej, Samaczyńskiej i Michałowskiej. Mężczyźni w wieku od 18 do 50 lat ze wspomnianych osad mieli zostać przetransportowani na północ. Nakazał też wygnać kobiety, dzieci, starców i zarekwirować cały ich dobytek. Ostatecznie ludność deportowano do kopalń w Doniecku. Kopalnie donieckie nie były wówczas przygotowane na przyjazd tak licznej ludności.
Szacuje się, że w latach 1919–1920 zabito lub deportowano 300–500 tysięcy kozaków na 3 miliony mieszkańców. Rozprawa z Kozakami została przez Lenina określona jako „bolszewicka Wandea”.

## Uznanie rozkozaczania za ludobójstwo
Według autorów Czarnej księgi komunizmu: 

Przeprowadzone od 1920 roku „rozkozaczanie” jest w znacznej mierze zgodne z definicją ludobójstwa; cała populacja Kozaków jako taka, zamieszkująca ściśle określony teren, została poddana eksterminacji: mężczyzn rozstrzelano, kobiety, dzieci i starców deportowano, wsie zrównano z ziemią lub przekazano nowym mieszkańcom nie-Kozakom.